# Zofia Wilczyńska (aktorka)
Zofia Wilczyńska właśc. Zofia Wilczyńska-Skoczeń (ur. 5 stycznia 1915 w Wołkowysku, zm. 16 maja 2010 w Konstancinie-Jeziornie) – polska aktorka.

## Życiorys
Artystka w filmie debiutowała w dwudziestoleciu międzywojennym. Ma w swoim dorobku około trzydziestu ról filmowych.
W roku 1944 występowała w warszawskim teatrze Wodewil. Po wojnie aktorka teatrów łódzkich: Gong (1946), Syrena (1947), Powszechnym (1951-58), 7.15 (1959-1965), im. Jaracza (1966-77). W 1987 gościnnie wystąpiła w Teatrze im. Adama Mickiewicza w Częstochowie.
Ostatnie lata życia spędziła w Domu Artystów Weteranów Scen Polskich, gdzie zmarła. Została pochowana na warszawskim cmentarzu we Włochach.

## Filmografia
| Rok  | Tytuł                           | Rola                             | Uwagi                                                                |
| ---- | ------------------------------- | -------------------------------- | -------------------------------------------------------------------- |
| 1936 | "Mały marynarz"                 |                                  | melodramat, reżyseria: Jan Nowina-Przybylski, Konrad Tom, Jan Łowicz |
| 1937 | "O czym marzą kobiety"          |                                  | dramat, reżyseria: Aleksander Marten                                 |
| 1938 | Moi rodzice rozwodzą się        | pokojówka Zosia                  | dramat, reżyseria: Mieczysław Krawicz                                |
| 1938 | Strachy                         | dziewczyna                       | dramat, reżyseria: Eugeniusz Cękalski, Karol Szołowski               |
| 1938 | "Szczęśliwa trzynastka"         | sklepowa                         | komedia, reżyseria: Marian Czauski                                   |
| 1938 | "Rena"                          | ekspedientka w domu towarowym    | dramat, reżyseria: Michał Waszyński                                  |
| 1938 | "Ostatnia brygada"              | pokojówka                        | sensacyjny, reżyseria: Michał Waszyński                              |
| 1939 | O czym się nie mówi             | dziewczyna z „Orfeum”            | obyczajowy, reżyseria: Mieczysław Krawicz                            |
| 1939 | "Biały Murzyn"                  |                                  | melodramat, reżyseria: Leonard Buczkowski                            |
| 1939 | Włóczęgi                        | pielęgniarka                     | komedia, reżyseria: Michał Waszyński                                 |
| 1940 | Złota Maska                     | pokojówka                        | melodramat, reżyseria: Jan Fethke                                    |
| 1941 | Ja tu rządzę                    | pokojówka Agnieszka              | komedia muzyczna, reżyseria: Mieczysław Krawicz                      |
| 1953 | Przygoda na Mariensztacie       | murarka Natalka                  | komedia muzyczna, reżyseria: Leonard Buczkowski                      |
| 1954 | Niedaleko Warszawy              |                                  | produkcyjniak sensacyjny, reżyseria: Maria Kaniewska                 |
| 1954 | Autobus odjeżdża 6.20           | Ignacowa                         | dramat psychologiczny, reżyseria: Jan Rybkowski                      |
| 1955 | Godziny nadziei                 |                                  | wojenny, reżyseria: Jan Rybkowski                                    |
| 1957 | Kapelusz pana Anatola           | kobieta na przyjęciu imieninowym | komedia, reżyseria: Jan Rybkowski                                    |
| 1958 | Ostatni strzał                  |                                  | sensacyjny, reżyseria: Jan Rybkowski                                 |
| 1959 | Awantura o Basię                | ”Czerwony Kapelusz”              | młodzieżowy, reżyseria: Maria Kaniewska                              |
| 1961 | Komedianty                      | aktorka z Nowego Sącza           | obyczajowy, reżyseria: Maria Kaniewska                               |
| 1963 | Mój drugi ożenek                |                                  | obyczajowy, reżyseria: Zbigniew Kuźmiński                            |
| 1963 | Zacne grzechy                   | pani Korycińska                  | komedia, reżyseria: Mieczysław Waśkowski                             |
| 1966 | Bicz Boży                       | dewotka „Viva Maria”             | komedia sensacyjna, reżyseria: Maria Kaniewska                       |
| 1966 | Kochajmy syrenki                |                                  | komedia muzyczna, reżyseria: Jan Rutkiewicz                          |
| 1967 | Cyrograf dojrzałości            | sąsiadka Lewickich               | obyczajowy, reżyseria: Jan Łomnicki                                  |
| 1974 | Ziemia obiecana                 | Grunspanowa                      | dramat, reżyseria: Andrzej Wajda                                     |
| 1975 | Ziemia obiecana (serial)        | Grunspanowa (odcinki: 3, 4)      | serial telewizyjny, reżyseria: Andrzej Wajda                         |
| 1975 | Dzieje grzechu                  |                                  | melodramat, reżyseria: Walerian Borowczyk                            |
| 1975 | Niespotykanie spokojny człowiek | pracownica hotelu robotniczego   | komedia, reżyseria: Stanisław Bareja                                 |
| 1975 | Zawiłości uczuć                 |                                  | obyczajowy, reżyseria: Leon Jeannot                                  |
| 1978 | Płaszcz                         |                                  | etiuda, reżyseria: Mirko Avramovic                                   |
| 1982 | Prognoza pogody                 | staruszka                        | obyczajowy, reżyseria: Antoni Krauze                                 |
| 1997 | Podwójne życie Kieratówny       |                                  | dokument fabularyzowany, reżyseria: Piotr Kielar                     |
| 2008 | Jeszcze nie wieczór             | aktorka Dorota                   | dramat, reżyseria: Jacek Bławut                                      |